# Lidská sexualita

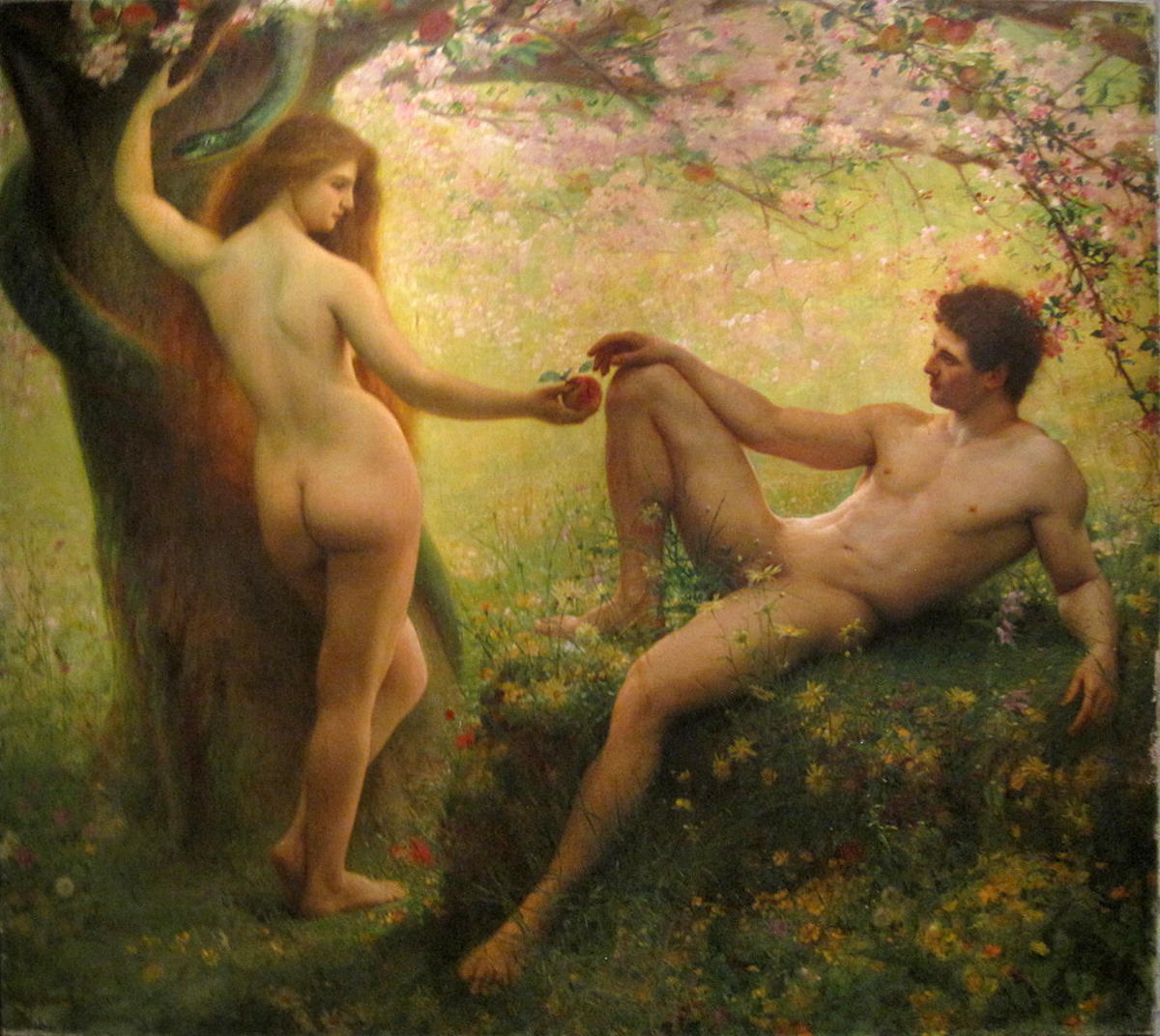
Gustave Courtois: Adam a Eva

Lidská sexualita zahrnuje způsoby, jimiž lidé projevují, pociťují, popisují a ovládají svou sexualitu. Jejím studiem se zabývá sexuologie a další obory. Lidská sexualita zahrnuje biologické, erotické, emoční, sociální, právní, morální, filozofické i duchovní aspekty lidského chování souvisejícího s rozmnožovacími a pohlavními funkcemi člověka. Do oblasti lidské sexuality patří témata jako láska a zamilovanost, partnerské soužití, erotika, manželství, antikoncepce, lidské rozmnožování, homosexualita i další menšinové formy lidské sexuality a především lidské sexuální chování v užším smyslu, tedy zejména pohlavní styk a jeho biologické i sociální aspekty.